# Hemmoor-kärl

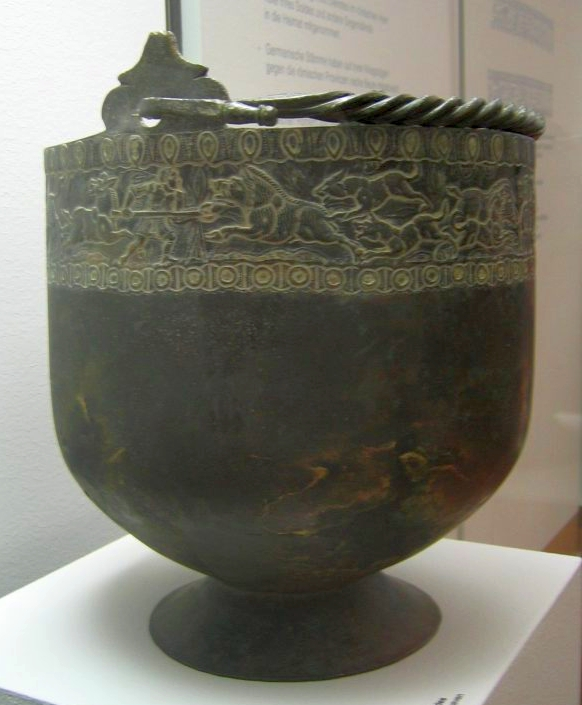
Hemmoor-kärl från Warstade, idag inom Hemmoors gränser.

Hemmoor-kärl är en typ av äggkoppsformade, hankförsedda kärl från yngre järnåldern, utförda i en mässingsliknande metallegering och uppkallade efter en fyndplats i Hemmoor i Tyskland, nära floden Elbes mynning.
Kärlen har ofta en driven eller ciselerad dekoration med jaktmotiv kring överkanten.
Kärl av hemmoortyp har även påträffats i Sverige bl. a. vid utgrävningar i Gödåker och Apollo Grannus-vasen vid Fycklinge, samt vid Anundshög i Västerås.